# 애저 (돼지)

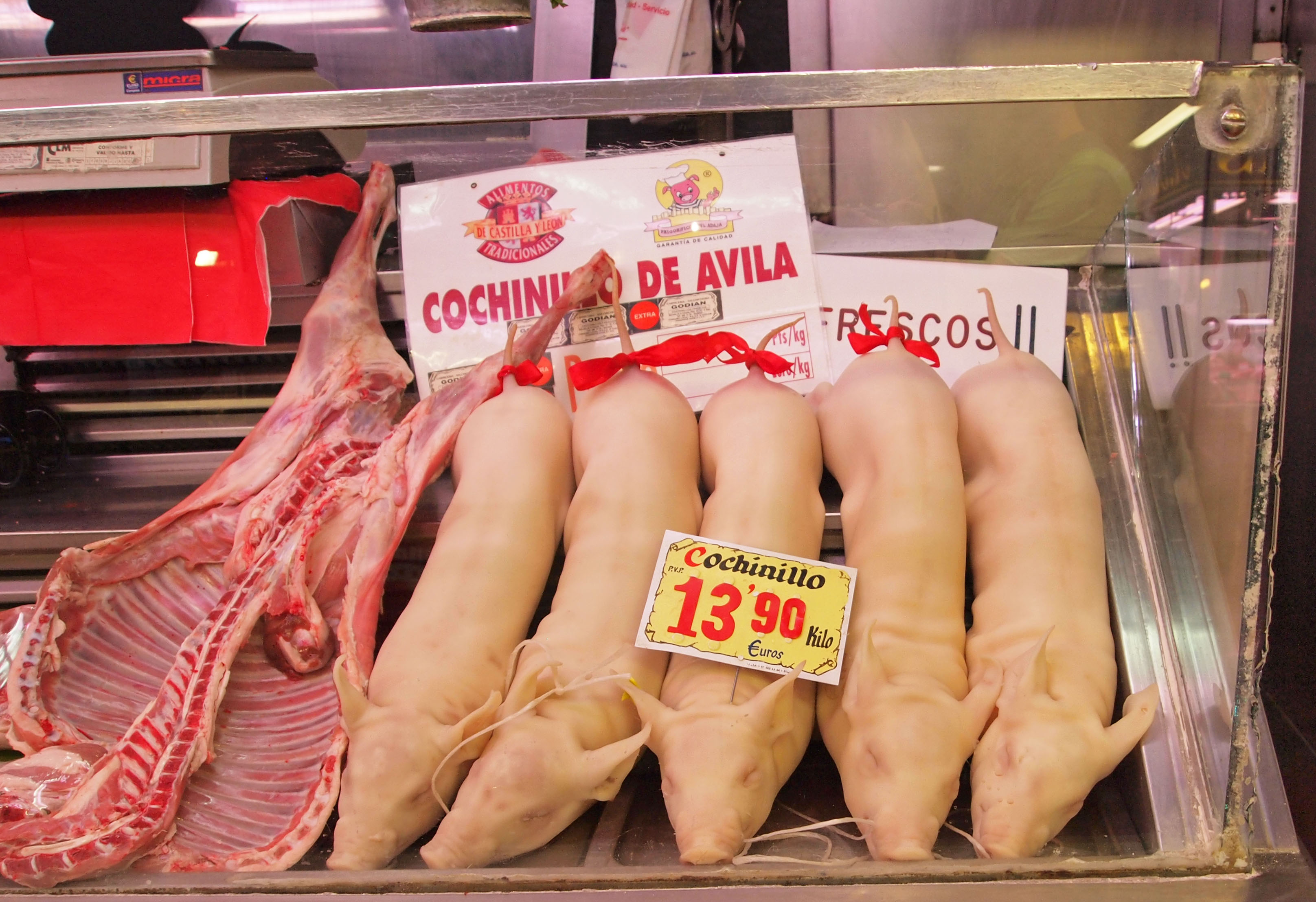
스페인 마드리드의 한 시장에서 파는 애저

애저(-豬)는 어린 새끼 돼지이다. 고기로 먹을 어린 돼지를 가리키기도 한다.

## 요리

### 한국
- 애저구이 – 애저를 통째로 굽거나 토막 내어 양념에 재었다가 구워 만든다.[2]
- 애저찜 – 내장을 뺀 애저의 배 속에 소를 넣어 실로 꿰맨 것을 쪄 만든다.[3]

### 동남아시아
인도네시아에서는 애저 통구이 요리인 바비 굴링을 먹는다.
필리핀에서는 애저 통구이 요리인 리촌을 먹는다.

### 이베리아·라틴아메리카
레촌(스페인어: lechón), 레이탕(포르투갈어: leitão) 또는 코치니요(스페인어: cochinillo)는 이베리아반도의 스페인과 포르투갈 및 라틴아메리카 지역을 비롯한 옛 스페인·포르투갈 식민지 지역에서 즐겨 먹는 애저 요리이다. 스페인어 "레촌(lechón)"과 포르투갈어 "레이탕(leitão)"은 동원어이며, "애저"를 뜻하는 말이다. 스페인어 "코치니요(cochinillo)"는 "돼지"를 뜻하는 명사 "코치노(cochino)"에 지소형 남성 접미사 "-이요(-illo)"를 붙인 형태이다. "레촌"과 마찬가지로 "애저"를 뜻한다.
스페인에서는 코치니요 아사도를 먹으며, 세고비아의 코치니요 데 세고비아가 유명하다.
콜롬비아에서는 레초나를 먹는다.
포르투갈에서는 센트루 지방의 바이하다에서 레이탕 아사두 아 바이하다를 먹는다.

## 사진 갤러리

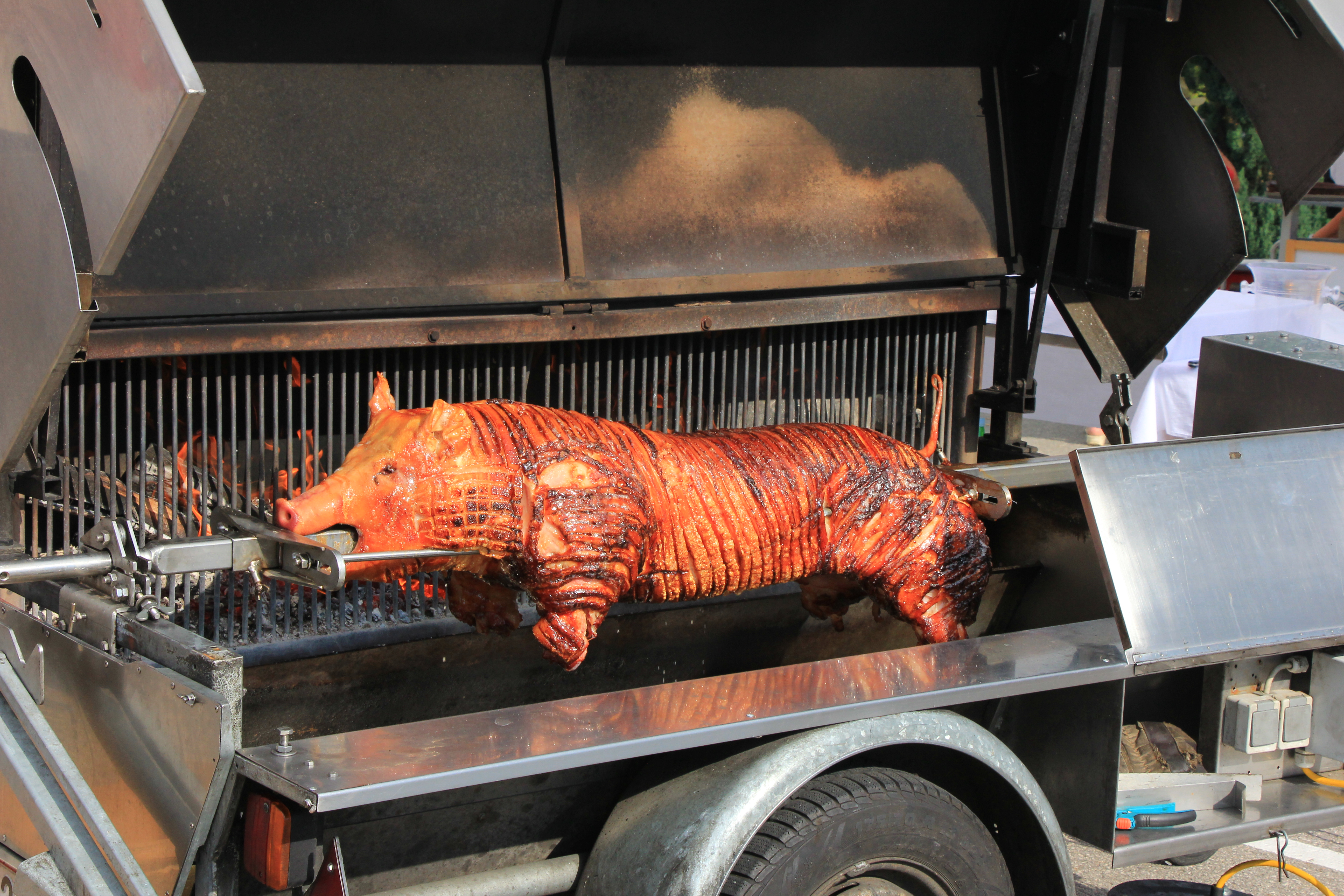
독일의 슈판페르켈
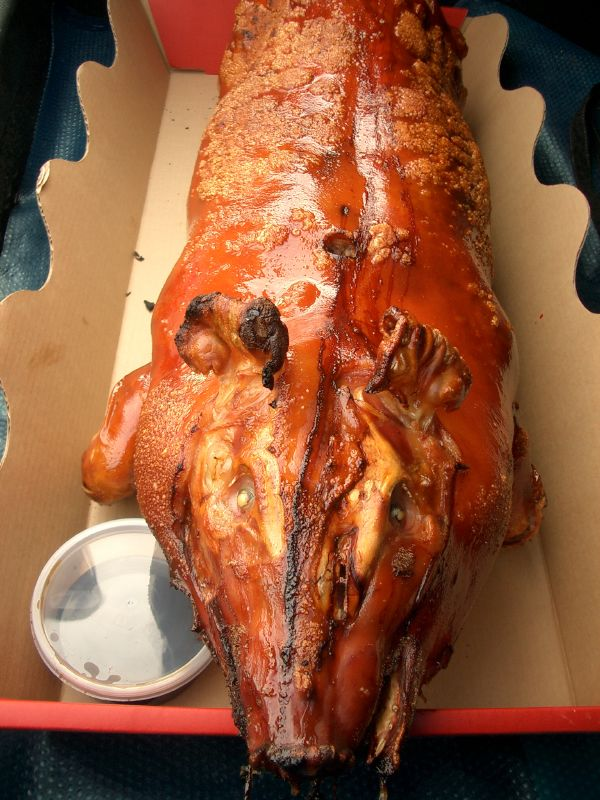
중국의 시우위쥐
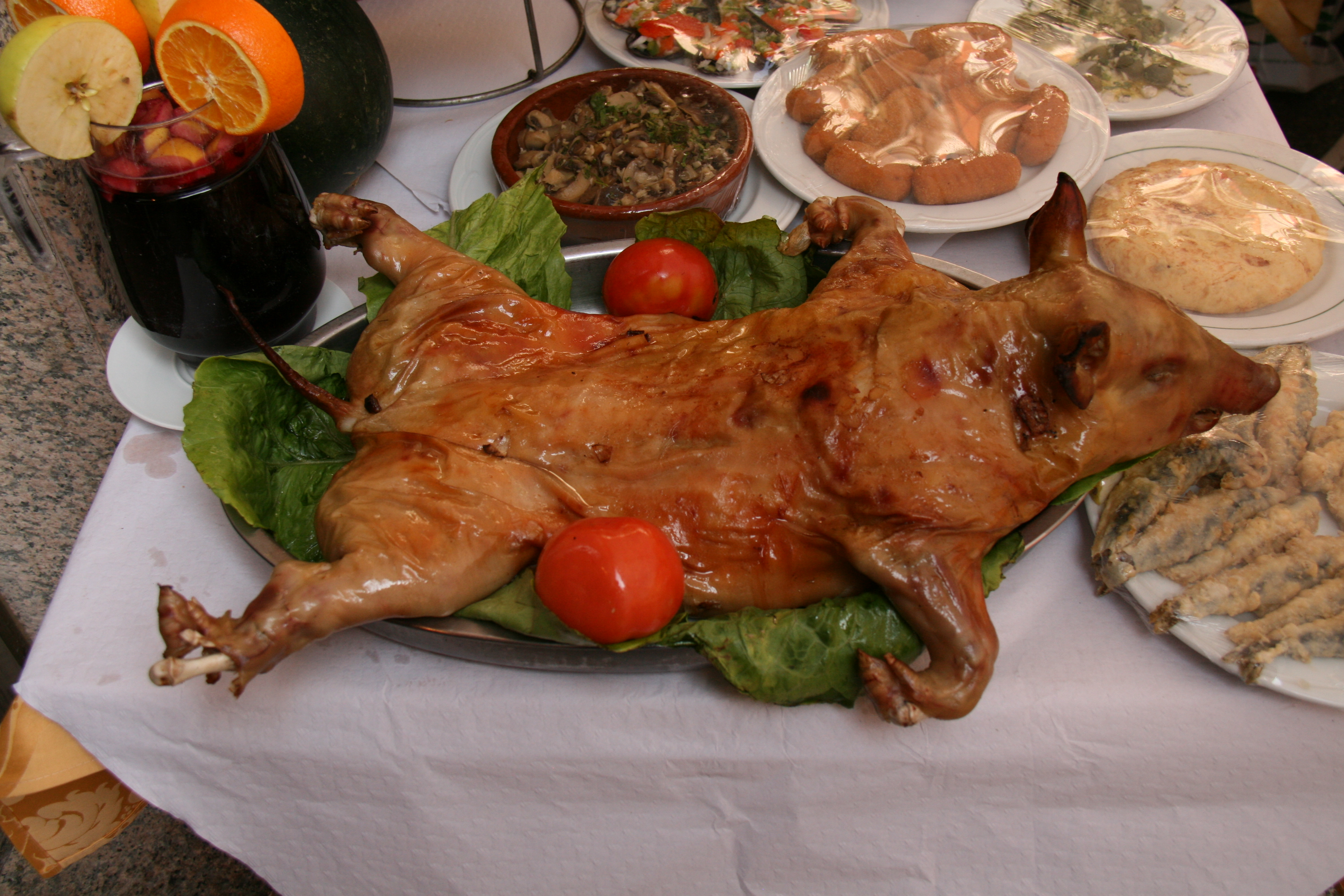
스페인의 코치니요 아사도
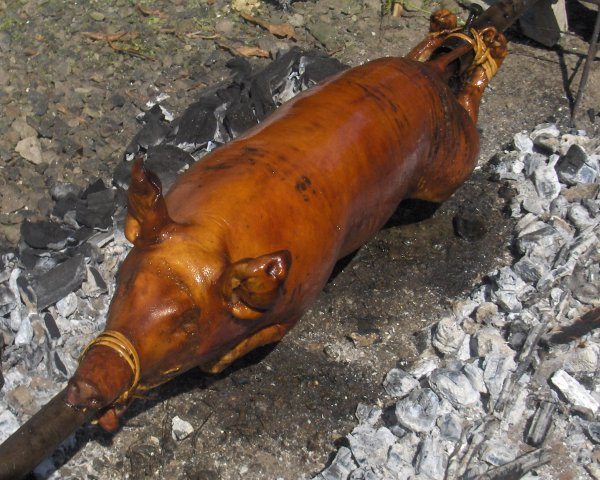
필리핀의 리촌

## 같이 보기
- 아사도
- 아이스바인
- 시우윅